# Zaproszenie do wnętrza
Zaproszenie do wnętrza (Einladung zur Besichtigung) – film dokumentalny z 1978 w reżyserii Andrzeja Wajdy, opowiadający o kolekcji polskiej sztuki ludowej zgromadzonej przez niemieckiego dziennikarza Ludwiga Zimmerera.